# Hotel Radisson Blu Carlton

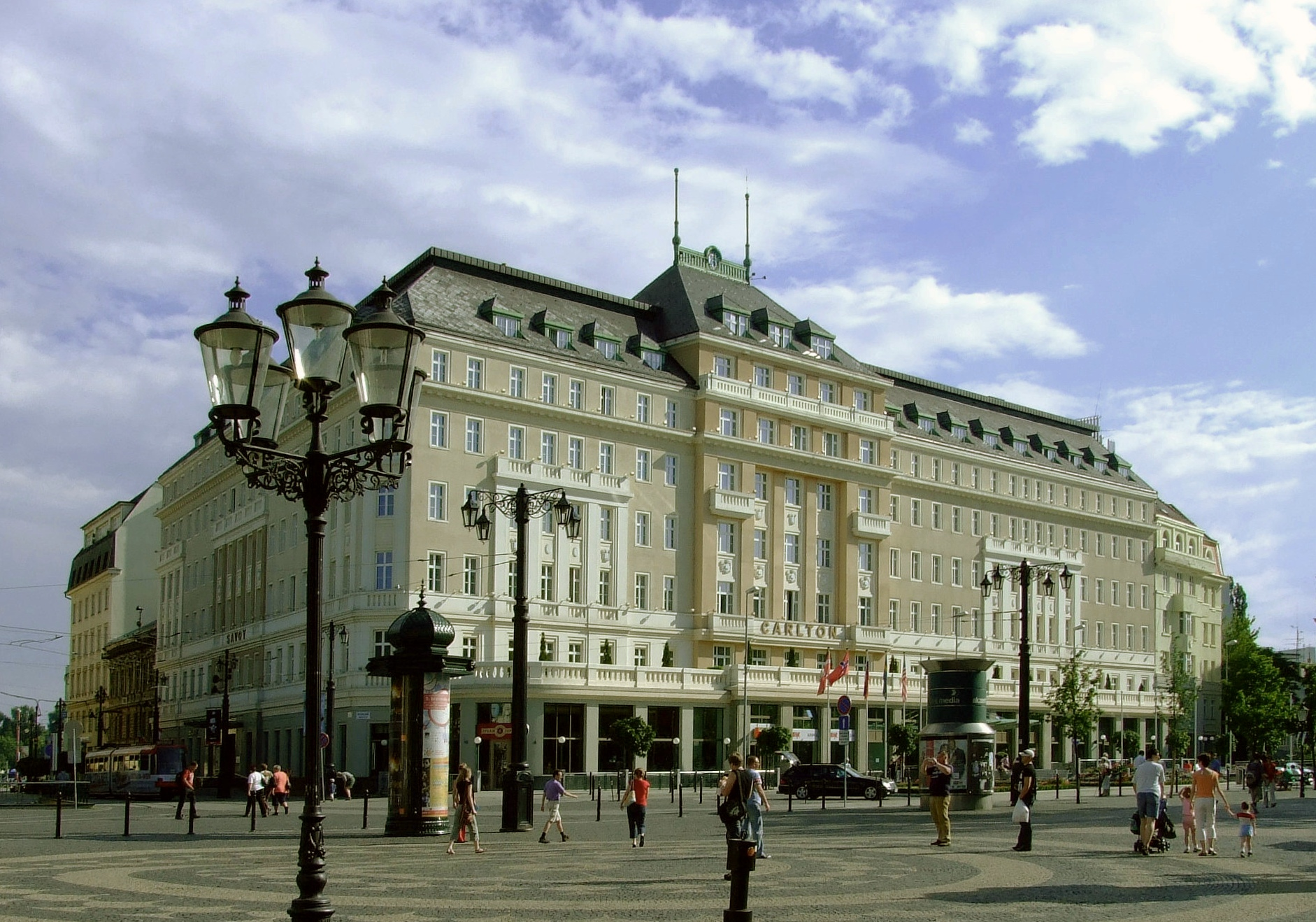
Blick auf das Hotel

Das Hotel Radisson Blu Carlton (bis Anfang 2009 Hotel Radisson SAS Carlton, früher nur Hotel Carlton) ist ein Hotel in der slowakischen Hauptstadt Bratislava. Es befindet sich in der Altstadt am Hviezdoslavovo námestie Nr. 3, in der Nähe vom alten Gebäude des Slowakischen Nationaltheaters und Reduta, Sitz der Slowakischen Philharmonie. Das Hotel gehört zur Hotelkette Radisson Blu Hotels & Resorts.

## Geschichte

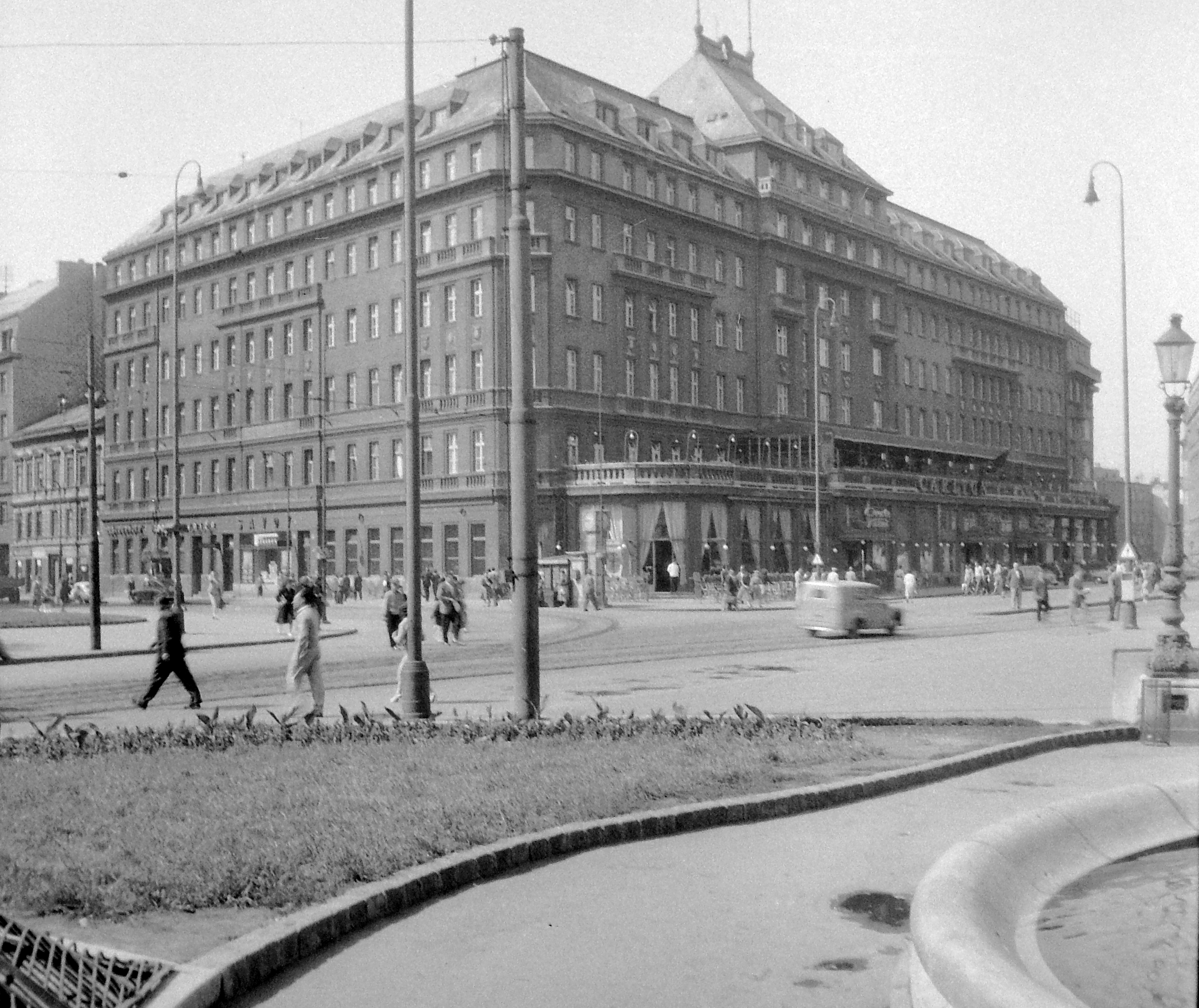
Historische Ansicht des Hotels. 1958

Die Geschichte geht auf das 13. Jahrhundert zurück, als auf dem Platz des heutigen Hotels ein Gasthaus unter dem Namen Zum Schwan existierte.  Im Jahr 1760 wurde nebenan das Gasthaus Zu den 3 Grünen Bäumen erbaut. Johann Löwy, erster Direktor der Ungarischen Pressburg-Tyrnauer Eisenbahn, erwarb dieses Gasthaus am 18. November 1838. Im Hof des Gasthauses befand sich auch die Pressburger Endstation der damaligen Pferdeeisenbahn. Löwy ließ es nach einem Entwurf des Pressburger Architekten Ignaz Feigler des Jüngeren 1845–48 umbauen und nannte nun  Zum Grünen Baum. Das ursprünglich einstöckige Gebäude wurde in einen dreistöckigen Bau mit zwei Flügeln und einer klassizistischen Fassade umgebaut.
Im Jahr 1857 wurde das Hotel vom Weinhändler Jakob Palugyay gekauft, der schon seit 1849 ein Café im Haus besaß. Sein Nachkomme Karl Palugyay, Besitzer des Restaurants Au Café in Engerau auf der anderen Donauseite, betrieb das Hotel von 1886 bis zu seinem Tod am 11. Dezember 1911. Die Familie Palugyay betrieb das Hotel bis 1912 unter dem Namen Zum Grünen Baum.
Eine Konkurrenz stellte das Hotel National mit dem Café Savoy seit 1860 dar. Nach dem Tod Karl Palugyays im Jahr 1912 wurde das Hotel Zum Grünen Baum vom Eigentümer des National Heinrich Prüger erworben. Prüger hatte bereits zuvor das Haus Gervay erworben. In den Jahren 1912–1913 ließ er alle drei Häuser so umbauen, dass schlussendlich der Hotelkomplex Savoy-Carlton entstand. Für damalige Verhältnisse war das neu entstandene Hotel mit einem eigenen Kraftwerk, Heißwasseraufbereitung, Kühl- und Gefrierschränken, Garagen und Werkstätten gut ausgestattet.
Das erste Kino im damaligen Oberungarn (Slowakei) wurde 1905 als Elektrobioscop eröffnet. Es zog im Jahr 1913 auf die Gegenseite des heutigen Hviezdoslav-Platzes um und existiert bis heute als Mladosť (dt. Jugend)
Der größte Umbau erfolgte 1925–1929 nach einem Entwurf des slowakischen Architekten Milan Michal Harminc, wobei alle drei Gebäude vereinigt und gleichzeitig aufgestockt wurden. Aufgrund vernachlässigter Wartung ab den 1960er Jahren verlor das Hotel seine führende Position und wirkte immer mehr baufällig, zeitweise wurde auch ein Abriss erwogen. In den 1980er Jahren wurden Pläne für einen umfassenden Umbau erarbeitet, 1991 sollte das damals sich im Staatsbesitz befindenden Hotel privatisiert werden. Da es dazu nicht kam, musste der Betrieb wegen des maroden technischen Zustands am 30. Juni 1992 eingestellt werden. Ende 1996 wurde die Hotelanlage an das belgische Unternehmen Tractebel Engineering International, S.A. (TEI) veräußert, die sich zu einer Investition von mindestens 1,5 Mrd. SKK verpflichtete. Über die Tochtergesellschaft Bratcarl investierte man schließlich ca. 2 Mrd. SKK. Zum 1. Oktober 2001 wurde der Hotelbetrieb  mit einer feierlichen Eröffnung am 28. November 2001 wieder aufgenommen. Heute umfasst des Gebäudekomplex neben dem Hotel auch Büro- und Einkaufsflächen sowie eine Tiefgarage.